# Школьный (Владимирская область)
Шко́льный — посёлок в Кольчугинском районе Владимирской области России, входит в состав Есиплевского сельского поселения.

## География
Посёлок расположен на берегу реки Ильмовка в 1,5 км на север от центра поселения села Есиплево и в 16 км на восток от райцентра города Кольчугино.

## История
После Великой Отечественной войны посёлок входил в состав Есиплевского сельсовета Кольчугинского района, с 2005 года — в составе Есиплевского сельского поселения.

## Население
| 2002 | 2010 | 2021 |
| ---- | ---- | ---- |
| 5    | ↘4   | ↘3   |